# Église Saint-Benoît de Catane
Pour les articles homonymes, voir Église Saint-Benoît.
L'église Saint-Benoît (en italien : Chiesa di San Benedetto) est une église catholique de Catane en Sicile. Elle est située dans la via dei Crociferi, où elle a été construite entre 1704 et 1713. Elle est dédiée à saint Benoît, et se rattache à l'archidiocèse de Catane.
Le bâtiment est célèbre surtout pour l'escalier de l'Ange, escalier avec une entrée de marbre, orné de statues représentant des anges. L'escalier est entouré par une belle grille en fer forgé. La porte d'entrée est en bois et les panneaux montrent des scènes de la vie de saint Benoît.
L'église fait partie du couvent des religieuses bénédictines. À l'intérieur, se trouvent des fresques de Sebastiano Lo Monaco, de Giovanni Tuccari et Matteo Desiderato. L'église possède une nef et est elle-même entièrement peinte avec des fresques illustrant la vie de saint Benoît. La partie la plus remarquable de l'église est le maître-autel en marbre polychrome, incrusté de pierres semi-précieuses et des panneaux de bronze.
|                       |
| Intérieur de l'église |

|                                       |
| La voûte peinte par Giovanni Tuccari. |

## Sources
- (it) Cet article est partiellement ou en totalité issu de l’article de Wikipédia en italien intitulé « Chiesa di San Benedetto (Catania) » (voir la liste des auteurs).